# Lašánek
Lašánek – dětský národopisný soubor založily a jeho uměleckými vedoucími byly učitelky ZŠ Hukvaldy paní Iva Jílková a Mgr. Alena Polochová. První schůzka s 25 dětmi 2. a 3. ročníku se konala 17. března 1981. Za dobu šestnácti let existence Lašánku navštěvovalo soubor každoročně 25 až 66 dětí od 1. do 8. ročníku. Nejstarší odcházeli, nejmladší začínali.

## Historie
Soubor dostal název „Lašánek“, poněvadž obec Hukvaldy patří zeměpisně do oblasti moravského Lašska, oblasti s bohatostí hudebních forem písňových a tanečních. Jako součást Lašánku vznikla v roce 1985 i dětská cimbálová muzička, která od r. 1990 nese jméno hukvaldského zbojníka Gajdušek. Zakladatelem a uměleckým vedoucím muziky se stal Mgr. Vladan Jílek. Ten o pár let později (v roce 2001) založil i cimbálovou muziku Pramínky, jejímž místem působení se stala Kopřivnice.

## Vystoupení
Již roku 1888 zahájil vynikající znalec a milovník lidové písně Leoš Janáček soustavný výzkum lidových písní a tanců ve svých rodných Hukvaldech. Zapisoval lidové písně zpívané lidovými zpěváky i hru lidových cimbalistů. Lašánek svou prací dokazoval, jak moc si váží Janáčkova národopisného nadšení. Ke 130. a 140. výročí jeho narození soubor vystoupil v letech 1984 a 1994 na školních akademiích v pořadech „Pocta Leoši Janáčkovi“ a „Lašské tance“. V roce 1988 připravil bohaté kulturní vystoupení k předávání čestného názvu školy „Škola Leoše Janáčka“. Soubor také vystupoval za doprovodu muzičky na slavnostním shromáždění ke 35. výročí Janáčkovy filharmonie Ostrava.
Natáčel i s ČS rozhlasem Ostrava. V ČS televizi Ostrava vystoupil 24.8.1983 v pořadu „Vonička z domova – O Janáčkových Hukvaldech“. Pořad režíroval Jan Urbášek, dramaturg Naďa Vahalíková. Děti zpívaly a učily obecenstvo Janáčkem zapsanou lašskou píseň „Ty ukvalsky kosteličku“. Patronem byl zasloužilý umělec, hukvaldský rodák a akademický malíř Jan Václav Sládek.
V červnu 1983 soubor na Hukvaldech přivítal delegáty „Světového shromáždění za mír proti jaderné válce“ z Columbie a Itálie.
V květnu 1985 Lašánek v Janáčkově rodišti uvítal delegaci francouzských sportovců, zpěváky z NSR, turisty ze SSSR.
V amfiteátru hukvaldské obory soubor 11. a 19. června 1987 natáčel s ostravskou ČS televizí pořad „Pohledy do kolébky“. Za režie J. Večeře členové souboru ukázali, jak dovedou tančit a hrát si.
Lašánek a jeho cimbálová muzička vystupoval také na I. a II. okresní přehlídce dětských cimbálových muzik, které se konaly v květnu 1987 a 1988 pod názvem „Hukvaldské mládí 1987“ (v Kulturním domě v Rychalticích) a „Hukvaldské mládí 1988“ (v hotelu Hukvaldy). Soubor se zúčastnil i třetí přehlídky „Hukvaldské mládí 1997“ v amfiteátru obory na 50. ročníku festivalu Janáčkovo hudební Lašsko.
V letech 1993 a 1994 byl soubor pozván na 1. a 2. mezinárodní folklórní festival dětských souborů zemí střední Evropy „Písní a tancem – S Leošem Janáčkem chodníčky přátelství“ do Luhačovic. Pozvání soubor obdržel od paní Věry Haluzové a pana Františka Synka. Festival se konal pod záštitou FOS ČR (Folklórní sdružení ČR). Lašánek vystoupil s pásmem „Pilky“.
Další vystoupení:
Ředitelům a inspektorům škol Prahy 10, učitelům družební školy z Kamenné Poruby na Slovensku, v družební polské škole v Rybniku (1.6.1990) na „Dni zábavy a sportu“, na folklórním festivalu v polské Visle.
Na setkání mládí ze čtyř okresů: Frýdek – Místek, Vsetín, Čadca, Žilina, konaném na moravsko-slovenském pomezí.
Na festivalech v Dolní Lomné a v Janovicích, Gajdušek i ve Lhotce pod Ondřejníkem a dalších festivalech v ČR i v zahraničí.

## Ocenění
V lednu 1987 poděkovalo souboru Lašánek „Okresní kulturní středisko ve Frýdku-Místku“ za soustavnou kulturně výchovnou práci v uplynulém období a za účast v soutěži aktivity souborů ZUČ (zájmová umělecká činnost) a popřálo mu mnoho úspěchů v další činnosti.
Za úspěšnou účast na okresních a krajských přehlídkách (1982, 83, 85, 87, 88, 89, 91…).